# Le Bouchage, Charente
Le Bouchage är en kommun i departementet Charente i regionen Nouvelle-Aquitaine i västra Frankrike. Kommunen ligger  i kantonen Champagne-Mouton som ligger i arrondissementet Confolens. År 2022 hade Le Bouchage 177 invånare.

## Befolkningsutveckling
Antalet invånare i kommunen Le Bouchage
Referens:INSEE